# Xanthomelanodes diaphanus
Xanthomelanodes diaphanus là một loài ruồi trong họ Tachinidae.